# 尾形沙耶香
尾形 沙耶香（おがた さやか、1985年7月6日 - ）は、日本の女性ファッションモデル。東京都出身。イリューム所属。

## 略歴
2001年、女子中高生向けファッション雑誌『セブンティーン』のオーディションで「ミスセブンティーン2001」に選ばれ、同誌専属モデルとなる。
2004年3月東京都立広尾高等学校普通科卒業、2007年3月戸板女子短期大学を退学。
『セブンティーン』卒業後は、『PINKY』や『CLASSY.』などのモデルとして活動。また、2005年に東レキャンペーンガール、2006年にアサヒビールイメージガールに選出。2009年から東京ヤクルトスワローズ公認サポーターとしてフジテレビONEの『SWALLOWS BASEBALL L!VE』に出演し、2013年シーズンを以って卒業。

## 人物
2015年5月5日、日本とインドのハーフである一般男性と結婚。
2018年6月18日に第1子となる男児、2020年3月20日に第2子となる男児を出産した。

## 作品

### 映像作品
- 君がささやくから…（2007年8月24日、彩文館出版） - EAN 4514631500472。

## 出演

### テレビドラマ
- 不機嫌なジーン（2005年3月21日、フジテレビ） - 小林光子 役
- 山田太郎ものがたり（2007年7月 - 9月、TBS） - 柏木ほのか 役
- 無理な恋愛（2008年4月 - 6月、関西テレビ/フジテレビ） - 重信ヨーコ 役
- コールセンターの恋人（2009年7月17日、ABC/テレビ朝日） - 赤道カイロ 役

### テレビ番組
- 東京上級デート（2013年10月9日、テレビ朝日） - ＃73　神田 万世橋
- 朝だ!生です旅サラダ（2014年4月 - 2015年3月、朝日放送） - 2014年度旅サラダガールズ

### CM
- 花王「ロリエ」（2002年-2003年）
- J-フォン「自動繰り越し」（2003年）
- アサヒビール「ぐびなま。」（2006年）
- 日産自動車「マーチ」（2010年）
- 野村不動産 「プラウド」（2022年-）

- SUBARU「SUBARU XV」アイサイト(2022年−)

### ラジオ
- 懸SHOWタイム（2007年 - ）
- 懸賞伝説（2008年 - 、懸賞TV/文化放送)

### ミュージックビデオ
- 東方神起 「miss you」
- KinKi Kids「ビロードの闇」
- SPHERE of INFLUENCE「君といたい」

## 書籍

### 写真集
- 君がささやくから…（2007年7月、彩文館出版、撮影：斉木弘吉） - ISBN 978-4775602249。
- 月刊 尾形沙耶香(SHINCHO MOOK 102)（2008年5月12日、新潮社、撮影：藤代冥砂） - ISBN 978-4-10-790186-6。

### 雑誌
- セブンティーン（2001年 - 、集英社）